# Sojuz TMA-5
Sojuz TMA-5 byla ruská kosmická loď řady Sojuz, která v roce 2004 letěla k Mezinárodní vesmírné stanici (ISS). Na palubě lodi ke stanici přiletěli členové základní posádky ISS – Expedice 10 a v rámci 7. návštěvní expedice také kosmonaut Kosmických vojsk Ruska Jurij Šargin. Sojuz TMA-5 zůstal od října 2004 připojen k ISS jako záchranný člun. V dubnu 2005 kosmická loď přistála v Kazachstánu se Šaripovem, Chiaou a italským astronautem Evropské kosmické agentury Robertem Vittorim.

## Posádka

### Členové posádky ISS – Expedice 10
- Saližan Šaripov (2), velitel, CPK[2]
- Leroy Chiao (4), palubní inženýr, NASA

### Pouze start
- Jurij Šargin (1), palubní inženýr 2, Kosmická vojska Ruska

### Pouze přistání
- Roberto Vittori (2), palubní inženýr 2, ESA

V závorkách je uveden dosavadní počet letů do vesmíru včetně této mise.

### Záložní posádka
- Valerij Tokarev, velitel
- William McArthur, palubní inženýr

## Popis mise

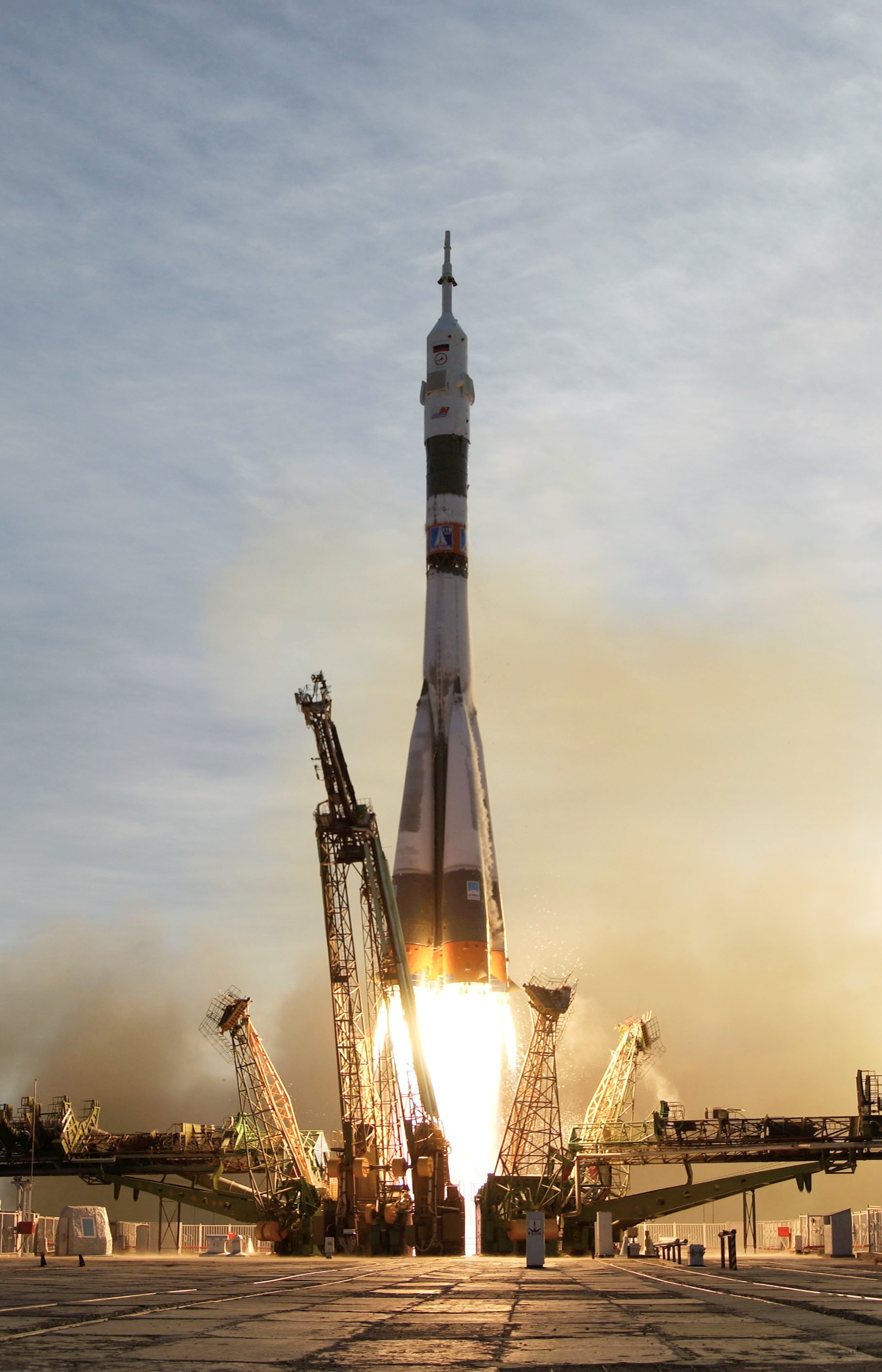
Start mise Sojuz TMA-5

### Start, připojení k ISS
Start lodi proběhl 14. října 2004 v 03:06:28 UTC z kosmodromu Bajkonur v Kazachstánu a v 03:15:14 UTC se Sojuz úspěšně dostal na oběžnou dráhu. Po dvoudenním samostatném letu se Sojuz přiblížil k Mezinárodní vesmírné stanici a pokusil se v automatickém režimu s ISS spojit. Počítače však zaregistrovaly příliš velkou rychlost přibližování Sojuzu ke stanici a vzdálily loď na 200 m od ISS. Velitel lodě Saližan Šaripov se o spojení s orbitálním komplexem pokusil pomocí ručního řízení a 16. října 2005 v 04:15:32 UTC se úspěšně připojil k portu modulu Pirs. Sojuz TMA-5 zůstal u ISS jako záchranná loď.

### Přelet Sojuzu TMA-5
Dne 29. listopadu 2004 nastoupili Šaripov a Chiao ve skafandrech do Sojuzu a odpoutali se s lodí od modulu Pirs. Důvodem bylo uvolnění přechodové komory modulu Pirs pro plánované výstupy do vesmíru. Kosmická loď se od ISS vzdálila v 09:32 UTC a přeletěla k modulu Zarja, kde v 09:52:49 UTC zakotvila. Celý přelet byl zaznamenáván televizní kamerou umístěnou na konci staničního manipulátoru Canadarm2.

### Přistání
Dne 24. dubna 2005 se kosmická loď Sojuz TMA-5 vydala k Zemi. Její posádka ve složení Šaripov, Chiao a italský astronaut Roberto Vittori (který na stanici přiletěl v Sojuzu TMA-6) nastoupila ve skafandrech do kosmické lodi a po kontrole hermetičnosti uzavřených průlezů odpojila v 18:44 UTC Sojuz od orbitálního komplexu. Po zahájení brzdícího manévru a odhození obytné a přístrojové sekce vstoupila loď ve 21:44:23 UTC ve výšce 101,9 km rychlostí 7,599 km/s do atmosféry. Loď bez problémů přistála ve 22:07:27 UTC na území Kazachstánu 93 km severovýchodně od města Arkalyk.